# Salon Sophie Charlotte
Der Salon Sophie Charlotte ist eine öffentliche Abendveranstaltung, zu der die Berlin-Brandenburgische Akademie der Wissenschaften seit 2006 jährlich am vorletzten Samstag im Januar in das Akademiegebäude am Berliner Gendarmenmarkt einlädt.
Namensgeberin des Salons ist Sophie Charlotte Herzogin von Braunschweig und Lüneburg (1668–1705), Königin von Preußen, die im Jahre 1700 gemeinsam mit Gottfried-Wilhelm Leibniz die Gründung der damaligen Kurfürstlich Brandenburgischen Sozietät der Wissenschaften initiierte, aus der die spätere Königlich Preußische Akademie der Wissenschaften hervorging. Auf ihrem Gut Lietzow bei Berlin unterhielt Sophie Charlotte, die eine große Leidenschaft für die Philosophie besaß, freigeistige Salons, die als gesellschaftlicher Treffpunkt für Diskussionen, Lesungen oder musikalische Veranstaltungen eine Gegenwelt zur strengen preußischen Etikette bildeten.
Der Salon Sophie Charlotte der Berlin-Brandenburgischen Akademie wird jedes Jahr unter einem anderen thematischen Schwerpunkt ausgerichtet. Zu diesem Anlass wird das Akademiegebäude auf allen Etagen mit künstlerisch-wissenschaftlichen Beiträgen wie Gesprächsrunden, Vorträgen, Musik und Performances der Akademiemitglieder, Mitarbeitern der Akademie sowie prominenten Gästen bespielt. Die Akademie lädt regelmäßig Partnerinstitutionen ein, sich mit eigenen Programmen an dem Salon zu beteiligen. 

## Themen
2006: Auftaktveranstaltung

2007: Europa im Nahen Osten – Der Nahe Osten in Europa

2008: Kennen Sie Preußen – wirklich?

2009: Die Evolution empfängt Ihre Kinder

2010: Flucht vor dem Staunen?

2011: Gegenliebe. Gönner und Geber der Wissenschaften und der Künste

2012: Artefakte. Wissen ist Kunst – Kunst ist Wissen

2013: Die Wissenschaft und die Liebe

2014: Europa - ein Zukunftsort

2015: Ins Licht gerückt

2016: Leben wir in der besten aller möglichen Welten?

2017: Rebellionen, Revolutionen oder Reformen?

2018: Ist Sprache eine Waffe?

2019: Maß und messen

2020: Weltbilder

2021: Life is Life (Fand außer der Reihe als Hörparcours im September statt.)

2022: Still, Life is Life

2023: Aufklärung 2.0

2024: Zeit

2025: Metamorphosen